# Punk Goes 90's
Punk Goes 90's is het vijfde verzamelalbum uit de Punk Goes... serie uitgegeven door Fearless Records. Het bevat poppunk covers van nummers uit de jaren '90.
De albumhoes is een verwijzing naar die van het album Nevermind van Nirvana.

## Nummers
1. "March of the Pigs" (Nine Inch Nails) - Mae
2. "Song 2" (Blur) - Plain White T's
3. "Under the Bridge" (Red Hot Chili Peppers) - Gym Class Heroes
4. "Black Hole Sun" (Soundgarden) - Copeland
5. "Hey Jealousy" (Gin Blossoms) - Hit The Lights
6. "All I Want" (Toad The Wet Sprocket) - Emery
7. "Losing My Religion" (R.E.M.) - Scary Kids Scaring Kids
8. "Wonderwall" (Oasis) - Cartel
9. "You Oughta Know" (Alanis Morissette) - The Killing Moon
10. "Stars" (Hum) - Bleeding Through
11. "Enjoy the Silence" (Depeche Mode) - Anberlin
12. "The Beautiful People" (Marilyn Manson) - Eighteen Visions
13. "Big Time Sensuality" (Björk) - The Starting Line
14. "In Bloom" (Nirvana) - So They Say
15. "Jumper" (Third Eye Blind) - BEDlight for BlueEYES (ft. Sebastian Davin van Dropping Daylight)

Punk Goes Metal ·
Punk Goes Pop ·
Punk Goes Acoustic ·
Punk Goes 80's ·
Punk Goes 90's ·
Punk Goes Acoustic 2 ·
Punk Goes Crunk ·
Punk Goes Pop Volume Two ·
Punk Goes Classic Rock ·
Punk Goes Pop Volume 03. ·
Punk Goes X ·
Punk Goes Pop Volume 4 ·
Punk Goes Pop Volume 5 ·
Punk Goes Christmas ·
Punk Goes 90s Vol. 2 ·
Punk Goes Pop Vol. 6 ·
Punk Goes Pop Vol. 7